# Drago Savič
Drago Savič, slovenski hokejist, * 4. maj 1949, Ljubljana.
Savič je bil dolgoletni član kluba HK Olimpija Ljubljana. Za jugoslovansko reprezentanco je nastopil na Olimpijskih igrah 1972 v Saporu in 1976 v Innsbrucku. 